# Feliks Nowowiejski: Quo Vadis (album cpo)
Feliks Nowowiejski: Quo Vadis (Oratorio for Solo Voices, Mixed Choir, Organ & Orchestra) – dwupłytowy album z oratorium Feliksa Nowowiejskiego pt. "Quo vadis", powstały pod dyrekcją Łukasza Borowicza, z udziałem Orkiestry Filharmonii Poznańskiej, Chóru Opery i Filharmonii Podlaskiej, organisty Sławomira Kamińskiego, a przede wszystkim solistów operowych jak Wioletta Chodowicz (sopran), Robert Gierlach (baryton) i Wojciech Gierlach (bas). Został wydany 29 maja 2017 przez niemiecką oficynę Classic Production Osnabrück (nr kat.: cpo 555 089-2). Wydawnictwo uzyskało dwie nominacje do nagród Fryderyki 2018 w dwóch kategoriach: Album Roku Muzyka Chóralna, Oratoryjna i Operowa oraz Najwybitniejsze Nagranie Muzyki Polskiej.

## Wykonawcy
- Wioletta Chodowicz - sopran
- Robert Gierlach - baryton
- Wojtek Gierlach - bas
- Sławomir Kamiński - organy
- Łukasz Borowicz - dyrygent
- Orkiestra Filharmonii Poznańskiej - orkiestra
- Chór Opery i Filharmonii Podlaskiej - chór
- Violetta Bielecka - przygotowanie chóru